# 명동연가
성기완의 명동연가(이하 명연)는 대한민국의 라디오 채널 Cpbc FM에서 주말 저녁 7시부터 밤 9시까지 방송되는 추억의 가요 전문 라디오 프로그램이다.

## 역사
2006년 4월 17일에 첫방송을 시작했으며, 초창기에는 DJ가 1부와 2부로 각각 나뉘어서 방송되다가, 2006년 10월 23일부터 DJ가 1부와 2부 통틀어 하나로 통합되어 오늘에 이르고 있고, 방송 초기에는 1부는 팝 음악을 선곡하고, 2부는 추억의 가요를 선곡하였으나, 2020년 8월 17일부터 추억의 가요 전문 프로그램으로 완전히 변화하였으며, 그 동안 여러 DJ들을 거치다가, 현재는 시인 성기완이 진행한다.

## 역대 방송시간
| 방송 채널 | 방송 기간                           | 방송 시간                                                     |
| --------- | ----------------------------------- | ------------------------------------------------------------- |
| Cpbc FM   | 2006년 4월 17일 ~ 2006년 10월 22일  | 매일 저녁 8:00 ~ 밤 9:00 (1부), 매일 밤 9:05 ~ 밤 10:00 (2부) |
| Cpbc FM   | 2006년 10월 23일 ~ 2007년 4월 15일  | 매일 저녁 8:00 ~ 밤 10:00                                     |
| Cpbc FM   | 2013년 10월 21일 ~ 2014년 10월 19일 | 매일 저녁 8:00 ~ 밤 10:00                                     |
| Cpbc FM   | 2016년 4월 4일 ~ 2019년 12월 1일    | 매일 저녁 8:00 ~ 밤 10:00                                     |
| Cpbc FM   | 2007년 4월 16일 ~ 2013년 10월 19일  | 월~토요일 저녁 8:00 ~ 밤 10:00                                |
| Cpbc FM   | 2019년 12월 2일 ~ 2020년 8월 15일   | 월~토요일 저녁 8:00 ~ 밤 10:00                                |
| Cpbc FM   | 2014년 10월 20일 ~ 2015년 10월 18일 | 매일 저녁 8:00 ~ 밤 9:55                                      |
| Cpbc FM   | 2015년 10월 19일 ~ 2016년 4월 3일   | 월~토요일 저녁 8:00 ~ 밤 10:00, 일요일 저녁 8:00 ~ 밤 9:55    |
| Cpbc FM   | 2020년 8월 17일 ~ 2021년 4월 16일   | 평일 저녁 8:00 ~ 밤 10:00                                     |
| Cpbc FM   | 2021년 10월 18일 ~ 2022년 10월 28일 | 평일 저녁 8:00 ~ 밤 10:00                                     |
| Cpbc FM   | 2021년 4월 19일 ~ 2021년 10월 15일  | 평일 저녁 8:00 ~ 밤 9:00                                      |
| Cpbc FM   | 2022년 11월 5일 ~ 현재              | 주말 저녁 7:00 ~ 밤 9:00                                      |

## 역대 DJ
- 2006년 4월 17일 ~ 2006년 10월 22일 : 박성호 아나운서 (1부), 김수영 아나운서 (2부)
- 2006년 10월 23일 ~ 2009년 4월 11일 : 김현주 아나운서 (1차)
- 2009년 4월 13일 ~ 2012년 4월 21일 : 박성호 아나운서 (1차)
- 2012년 4월 23일 ~ 2012년 10월 20일 : 박용환 아나운서
- 2012년 10월 22일 ~ 2013년 10월 19일 : 김부긍 아나운서
- 2013년 10월 21일 ~ 2014년 10월 19일 : 김현주 아나운서 (2차)
- 2014년 10월 20일 ~ 2015년 1월 4일 : 김빛나 아나운서
- 2015년 1월 5일  ~  2016년 4월 17일 : 심지훈
- 2016년 4월 18일 ~ 2020년 8월 15일 : 김도향
- 2020년 8월 17일 ~ 2022년 10월 28일 : 박성호 아나운서 (2차)
- 2022년 11월 5일 ~ 현재 : 성기완

## 코너
- 토요일 : 1부 [같이 걸을까요?], 2부 [일상이 말을 걸때]
- 일요일 : 1부 [일요일이 가는 소리], 2부 [BGM]

## 같이 보기
관련 항목
- 월드 뮤직
- 팝 음악
- K-pop

방송 프로그램
- 사랑의 리퀘스트 (KBS 협력 제작국 제작)
- 희망풍경, 효도우미 0700, 나눔 0700 (EBS 1TV)
- 세상에서 가장 아름다운 여행 (SBS TV)
- 서인의 심야다방 (MBC 표준FM)
- 기도의 오솔길, 오늘의 강론 (월~토요일) (cpbc FM)